# Тчиця
Тчиця (пол. Tczyca) — село в Польщі, у гміні Харшниця Меховського повіту Малопольського воєводства.
Населення — 811 осіб (2011).
У 1975-1998 роках село належало до Келецького воєводства.

## Демографія
Демографічна структура станом на 31 березня 2011 року:
|          | Загалом | Допрацездатний вік | Працездатний вік | Постпрацездатний вік |
| -------- | ------- | ------------------ | ---------------- | -------------------- |
| Чоловіки | 397     | 89                 | 248              | 60                   |
| Жінки    | 414     | 87                 | 199              | 128                  |
| Разом    | 811     | 176                | 447              | 188                  |